# Lewin Nyatanga
Lewin John Nyatanga (Burton upon Trent, 18 agosto 1988) è un ex calciatore inglese naturalizzato gallese, originario dello Zimbabwe, di ruolo difensore.

## Palmarès

### Club

#### Competizioni nazionali
- Football League Trophy: 1

Barnsley: 2015-2016